# Quadricalcarifera murina
Quadricalcarifera murina är en fjärilsart som beskrevs av Sergius G. Kiriakoff 1967. Quadricalcarifera murina ingår i släktet Quadricalcarifera och familjen tandspinnare. Inga underarter finns listade.